# Oscar (kat)
Oscar (circa 2005 - 22 februari 2022) was de kat van een tehuis voor terminale demente bejaarden in Rhode Island die in staat leek te zijn de dood van de bewoners te voorspellen. Oscar werd bekend nadat geriater dr. David Dosa, die het gedrag van de kat observeerde, een artikel over de kat publiceerde in het New England Journal of Medicine. In 2009 publiceerde Dosa het boek Making Rounds With Oscar: The Extraordinary Gift of an Ordinary Cat, dat later in diverse talen verscheen. In het Nederlands werd het uitgegeven onder de titel Oscar.
Oscar was een asielkat die niet veel contact zocht met de bewoners. Alleen bij patiënten die enkele uren daarna zouden komen te overlijden, sprong hij op bed en ging hij bij de patiënt liggen tot deze kwam te overlijden. Dit gedrag heeft hij in vijf jaar 50 keer vertoond. Als Oscar een bewoner had uitgekozen om bij te gaan liggen, lichtte het personeel direct de familie in, zodat deze op tijd afscheid kon nemen van hun stervende familielid. In een aantal gevallen bleek de voorspelling van Oscar accurater dan die van de dokters.
Een mogelijke verklaring is dat de kat geuren bij de stervende waarnam, die mensen niet kunnen waarnemen. Deze verklaring wordt gedeeld door kattendeskundige en voorzitter van de American Association of Feline Practitioners Margie Scherk en dierengedragsdeskundige Jill Goldman. Mogelijk speelde ook de bewegingsloosheid van de stervende een rol. Het is ook mogelijk dat de kat het gedrag van het personeel, dat een stervende bewoner niet alleen laat, kopieerde.